# Drapeau de la Pologne
Le drapeau de la Pologne est l'un des symboles nationaux de la république de Pologne. Conformément à la loi du 31 janvier 1980 relative au blason, aux couleurs et à l'hymne de la République de la Pologne et aux sceaux nationaux, il s'agit d'un tissu rectangulaire paré des couleurs nationales arrangées en deux bandes horizontales de surface égale, la première blanche et la seconde rouge. Ces deux couleurs sont définies dans la Constitution polonaise comme les couleurs nationales. Deux versions du drapeau existent, avec ou sans les armoiries de la Pologne au milieu de la bande blanche. La version avec les armoiries est réservée par la loi aux usages officiels à l'étranger ou en mer. L'enseigne navale est quant à elle un drapeau similaire avec une échancrure au milieu à l'extrémité droite.
Les couleurs nationales ont une origine héraldique dérivant des couleurs des armoiries de la Pologne et de la Lituanie. Elles furent officiellement adoptées en 1831. Le drapeau fut pour sa part adopté officiellement en 1919. Depuis 2004, il est fêté le 2 mai.
Les drapeaux de l'Indonésie et de Monaco sont construits de la même façon, à ceci près que la bande rouge est au-dessus de la blanche.

## Dessin

### Sources légales

Répartition horizontale et verticale du drapeau de la république de Pologne

Les couleurs de la république de Pologne sont décrites dans des documents légaux : la Constitution polonaise de 1997 et la Loi relative au blason, aux couleurs et à l'hymne de la république de la Pologne (Ustawa o godle, barwach i hymnie Rzeczypospolitej Polskiej oraz o pieczęciach państwowych) de 1980 avec ses amendements (appelé "Loi sur les Armoiries").
La législation concernant les symboles nationaux est loin d'être parfaite. La Loi sur les armoiries a été amendée de nombreuses fois et se renvoie à des ordonnances dont certaines n'ont jamais été publiées. De plus, la loi contient des erreurs, des omissions et des incohérences qui rendent la loi confuse, ouverte à des interpréatations divergentes, et qui font que la loi n'est pas souvent mise en application.

### Couleurs nationales
| Couleur                                | Couleur | x     | y     | Y    | ΔE  |
| -------------------------------------- | ------- | ----- | ----- | ---- | --- |
|                                        | Blanc   | 0.315 | 0.320 | 82.0 | 4.0 |
|                                        | Rouge   | 0.570 | 0.305 | 16.0 | 8.0 |
| Illuminant C, measurement geometry d/0 |         |       |       |      |     |

Selon le Chapitre I, Article 28, paragraphe 2 de la Constitution, les couleurs nationales de la Pologne sont le blanc et le rouge. La loi sur les Armoiries, Article 4, précise que les couleurs sont le blanc et le rouge disposé horizontalement en bandes parallèles de même surface avec en haut le blanc et en bas le rouge.
Le même article spécifie plus loin que si les couleurs sont montrées verticalement, la bande blanche doit être placée sur la gauche. L'annexe no 2 de la loi montre les couleurs nationales dans leurs alignements vertical et horizontal.

### Variantes du drapeau national

Une construction non officielle du drapeau avec armoiries, fondée sur les spécifications de la loi polonaise

La Constitution ne mentionne pas à proprement parler de drapeau national. Celui-ci est défini dans la Loi sur les Armoiries qui mentionne deux variantes du drapeau national : le drapeau national de la république de Pologne (flaga państwowa Rzeczypospolitej Polskiej) et le drapeau national avec les armoiries de la république de Pologne (flaga państwowa z godłem Rzeczypospolitej Polskiej). Tous deux sont définis dans l'article 6 de la loi comme suit :
1. Le drapeau d'État de la république de Pologne est une pièce de tissu rectangulaire aux couleurs de la république de Pologne hissé sur un pylone ;
2. Le drapeau d'État de la république de Pologne est aussi le drapeau spécifié dans le paragraphe 1, avec au milieu de la bande blanche les armoiries de la république de Pologne[2].

Le ratio des drapeaux est 5:8. Pour le dernier, la proportion entre l'écu et le palan est 2:5. Des images des deux variantes se trouvent dans l'annexe no 3 de la Loi sur les Armoiries.

#### Galerie

Drapeau du président de la république de Pologne
Drapeau du ministère de la Défense (en)
Drapeau du maréchal de Pologne
Drapeau de l'État-major polonais (en)
Enseigne navale
Drapeau de la marine militaire
Fanion de mise en service (en)
Drapeau des unités de secours en mer
Drapeau des forces aériennes
Damier polonais
Drapeau des forces terrestres
Drapeau des forces de garde-frontières (en)
Drapeau flottant sur les aéroports militaires
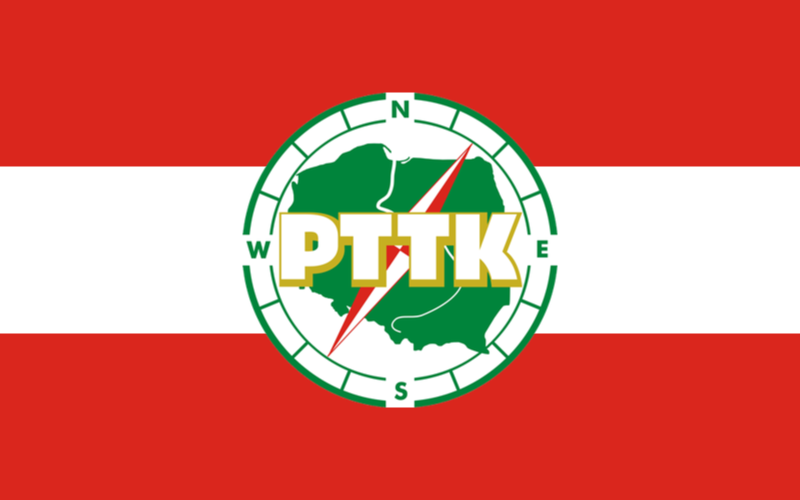
Drapeau de la Société polonaise de tourisme et d'excursions (en)
Drapeau de commandement de la gendarmerie militaire
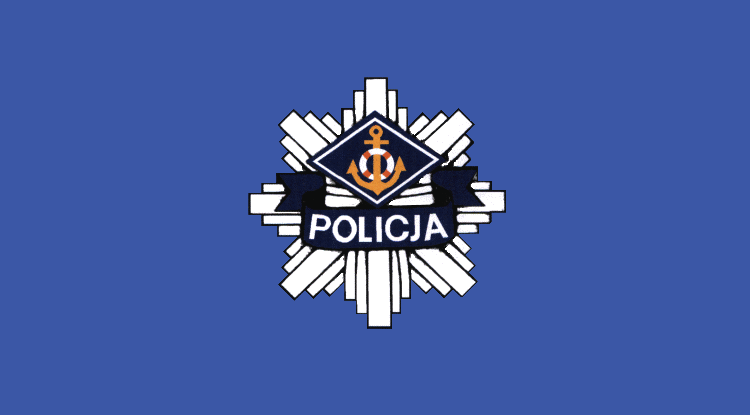
Drapeau de la police polonaise

## Usage

### Respect du drapeau
La loi polonaise indique que chaque citoyen polonais et tous les organes, institutions ou organisations de l'État ont le « droit et l'obligation de révérence et de respect » envers les symboles nationaux, incluant le drapeau. L'irrespect, la destruction, l'enlèvement violent du drapeau sont considérés comme un crime punis d'une amende, d'une limitation de liberté (travaux forcés) ou jusqu'à un an de privation de liberté (prison). Les statistiques officielles montrent que les crimes contre les symboles nationaux sont rares : 43 en 2003, 96 en 2004 ce qui représente moins de 0,001 % de tous les crimes enregistrés en Pologne ces années.

### Qui peut et doit hisser le drapeau
Selon la Loi sur les Armoiries, presque tout le monde peut utiliser le drapeau polonais (Les personnes déchues de leurs droits civiques ne peuvent hisser le drapeau national), surtout durant les évènements nationaux ou culturels, du moment que cela soit fait d'une manière respectueuse. Cette liberté d'usage des couleurs nationales est relativement nouvelle. Jusqu'en 2004, les citoyens polonais n'étaient autorisés à hisser le drapeau polonais que pour les jours fériés. Tout usage non autorisé des symboles nationaux était illégal et hisser le drapeau avec les armoiries, de 1955 à 1985, était punissable d'une amende et d'une peine de prison allant jusqu'à un an. Cette restriction et cet accaparement étatique des symboles nationaux durant le régime communiste transformèrent le fait de hisser le drapeau polonais en un symbole de résistance au gouvernement. Il était de coutume – et c'est toujours le cas aujourd'hui – de voir les drapeaux fleurir lors des grèves des ouvriers. C'est pourquoi le drapeau polonais, comme symbole du patriotisme et de la résistance envers le régime communiste de la république populaire de Pologne, fait partie du logo de Solidarność.

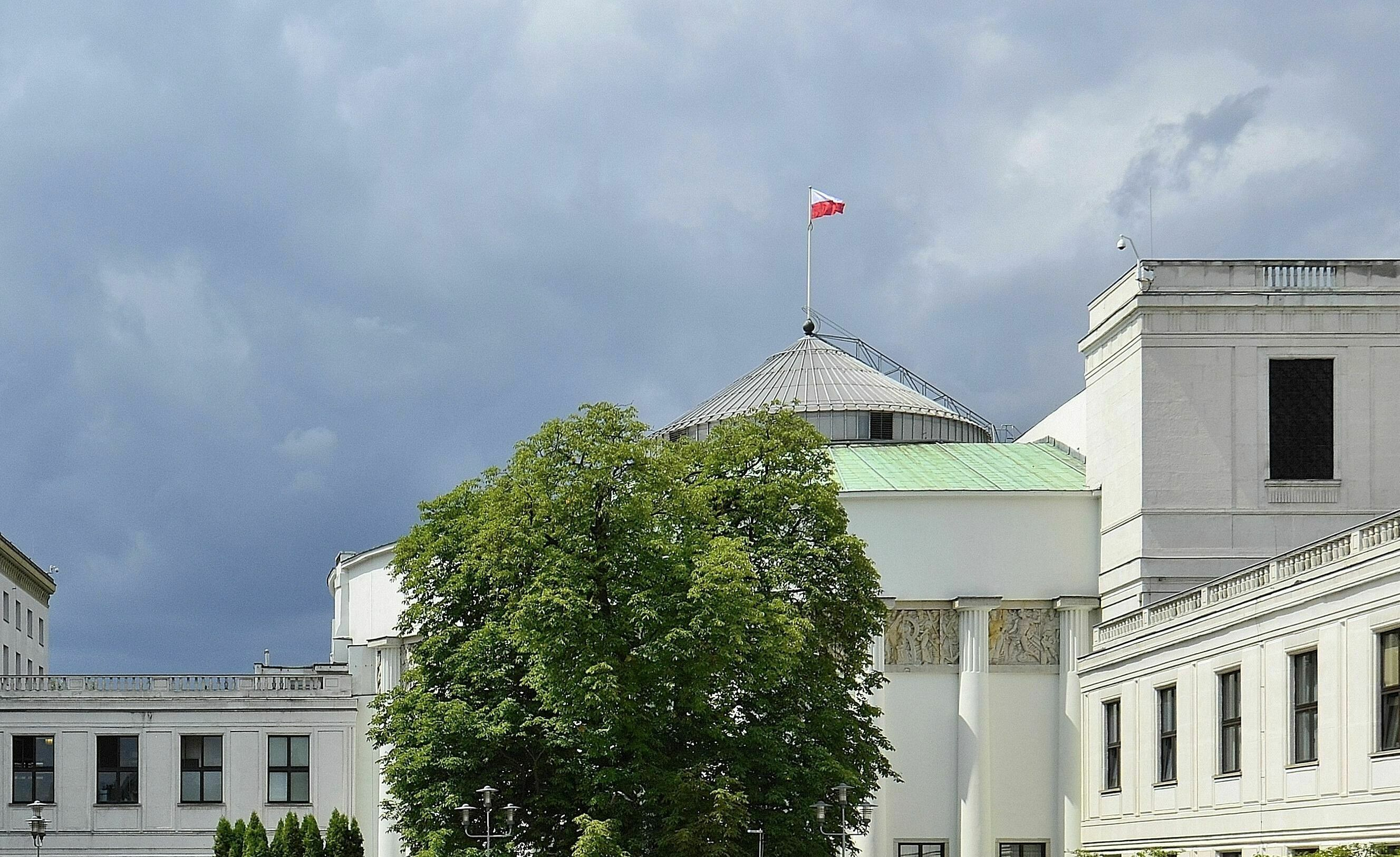
Drapeau polonais flottant au-dessus du Sejm

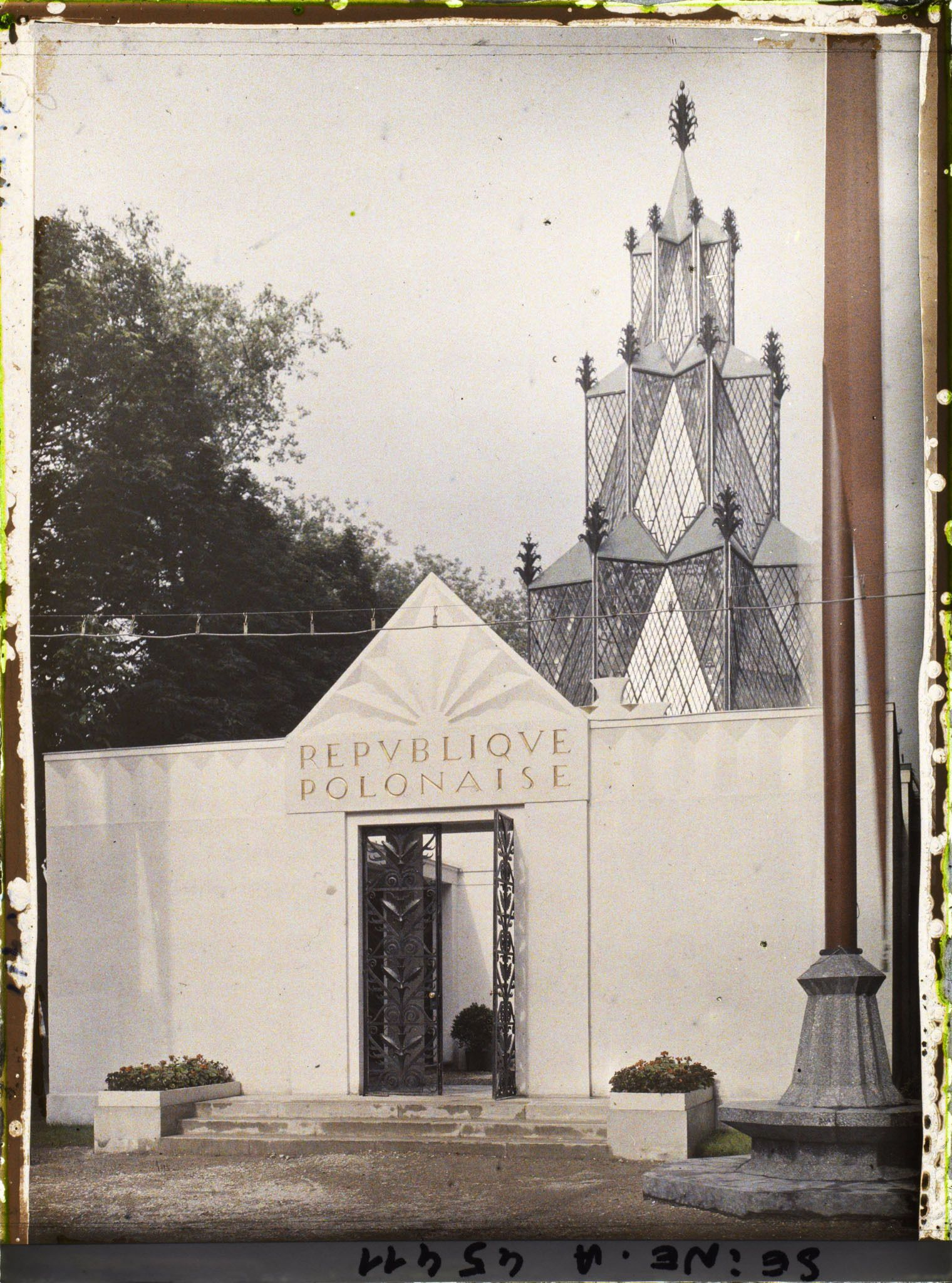
Drapeau polonais à Paris en 1925.

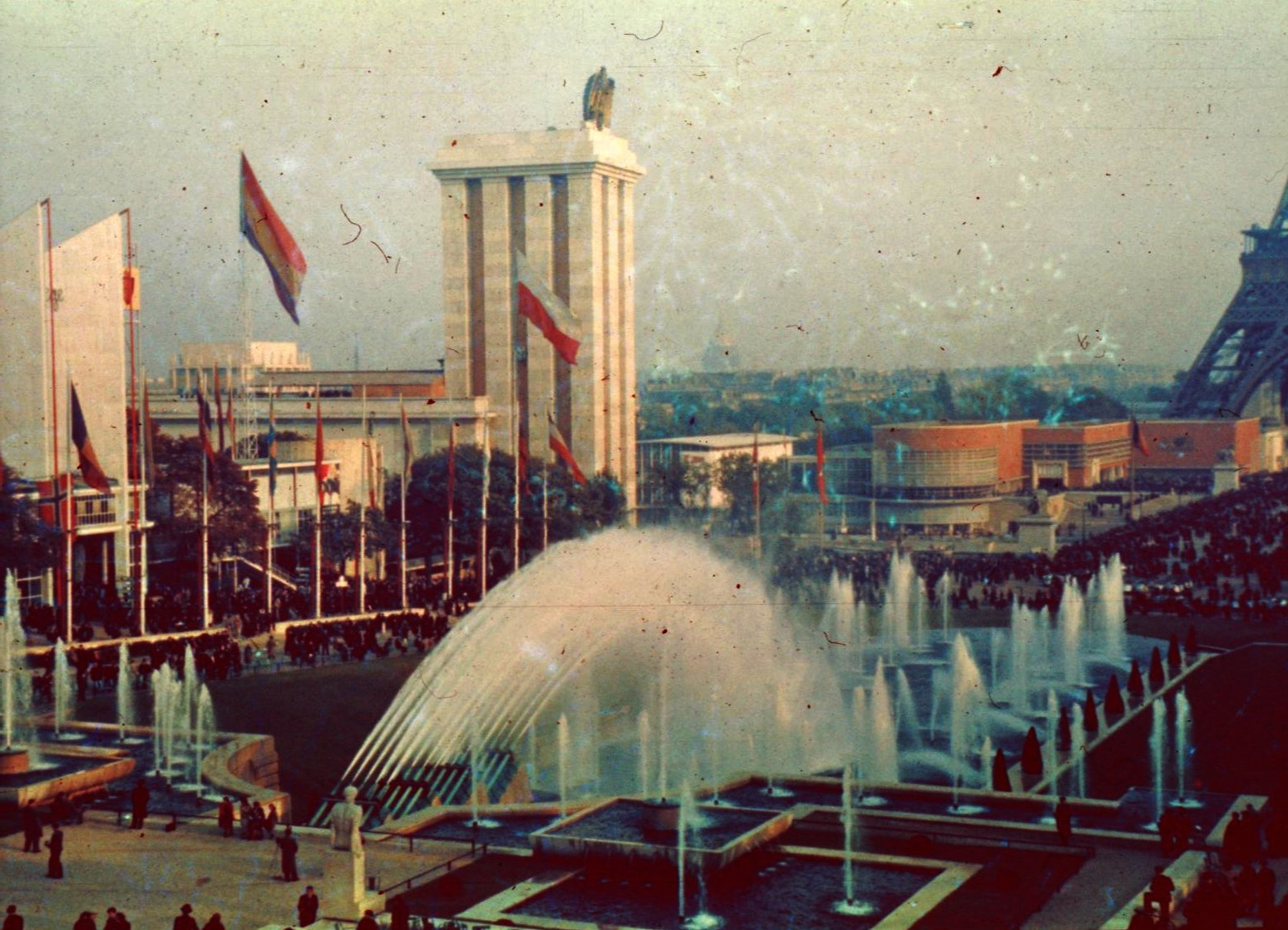
Drapeau polonais à Paris en 1937.

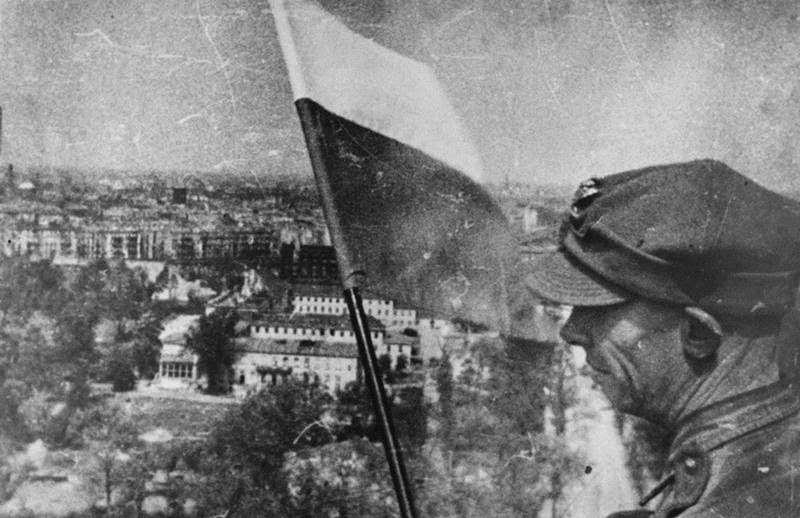
Drapeau polonais à Berlin en 1945.

#### Drapeau sans armoiries
Les organes qui doivent hisser le drapeau sans les armoiries sont :
- le Sejm (chambre basse du Parlement) ;
- le Sénat (chambre haute du Parlement) ;
- le président de la république de Pologne;
- le Conseil des ministres de Pologne, et le Premier ministre de Pologne ;
- les législatures locales – seulement pendant leurs sessions ;
- les autres organes du gouvernement, locaux ou nationaux – seulement les jours fériés.

De plus, le drapeau sans les armoiries est aussi utilisé comme une enseigne pour la navigation fluviale.

#### Drapeau avec armoiries
Même si l'interdiction d'utiliser le drapeau sans armoiries a été levée, l'usage du drapeau avec les armoiries est toujours restreint par la loi. Ce drapeau peut être hissé seulement :
- sur ou devant les ambassades polonaises, les consulats et les autres bureaux et missions à l'étranger ainsi que sur les résidences et sur les véhicules des ambassadeurs et consuls ;
- aux aéroports et aux héliports civils ;
- sur les avions civils – seulement pour les vols internationaux ;
- sur les bâtiments des autorités portuaires ;
- comme une enseigne civil[2].

Cependant, en pratique, cette restriction est souvent ignorée et les deux drapeaux – avec ou sans armoiries – sont interchangeables. La variante avec armoiries est particulièrement souvent utilisée par la Polonia, la diaspora polonaise, surtout aux États-Unis.

### Jours où l'on hisse le drapeau

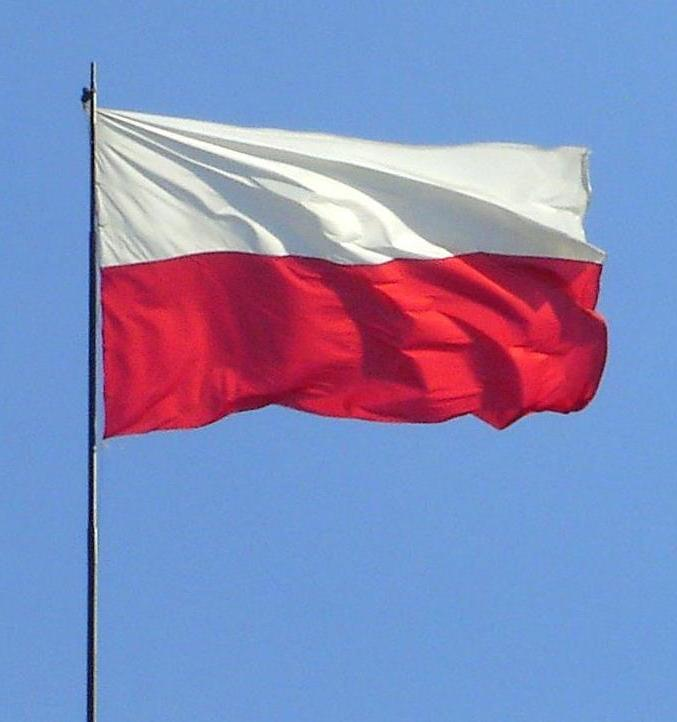
Un drapeau polonais flottant dans le vent

Les organes nationaux et locaux du gouvernement doivent, par la loi, hisser le drapeau polonais les jours suivants, d'autres institutions ainsi que tous les citoyens polonais y sont encouragés : 
- 1er mai – Fête Nationale (Fête du Travail) ;
- 2 mai – Journée du drapeau national (en) ;
- 3 mai – Jour de la Constitution ;
- 11 novembre – Jour de l'Indépendance.

Le Jour du Drapeau Polonais (formellement: Jour du Drapeau de la république de Pologne, Dzień Flagi Rzeczypospolitej Polskiej) fut fêté le 2 mai 2004 pour la première fois. Il a été établi dans le but de commémorer l'histoire et la signification des symboles nationaux. La date a été choisie pour coïncider avec la Fête de la Polonia traditionnellement observé par la diaspora polonaise et par le Sénat. Il existe aussi une raison pratique qui tient au fait que le 2 mai se situait déjà entre deux jours fériés. Ainsi ce jour supplémentaire permet trois jours consécutifs où le drapeau est hissé. Au contraire de la Fête du Travail et de la Fête de la Constitution, le Jour du Drapeau n'est pas un jour férié même si nombreux sont les Polonais qui prennent un jour de congé supplémentaire pour faire le pont.

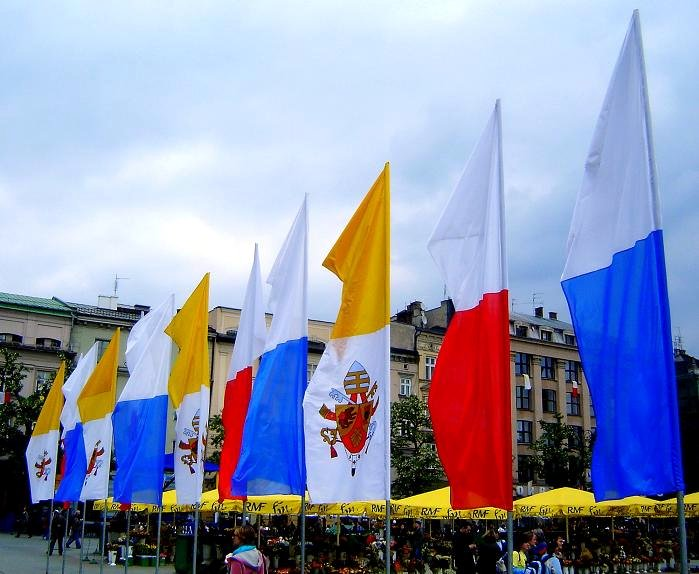
Drapeaux polonais (blanc et rouge), papaux (jaune et blanc) et mariaux ou municipaux (blanc et bleu) sur la Grand'Place de Cracovie pendant la visite en Pologne du Pape Benoît XVI le 27 mai 2006.

Les autres jours où le drapeau polonais est souvent hissé sur les bâtiments officiels sont :
- 5 mai et 9 mai – pour les Journées de l'Europe (avec le drapeau européen) ;
- 15 août – Fête des Forces Armées Polonaise (surtout sur les bâtiments militaires et au côté de la Tombe du soldat inconnu)
- 27 septembre – Fête de l'État secret polonais

Le drapeau est aussi hissé pour les évènements sportifs importants comme pour la Coupe du monde de la FIFA, si des sportifs polonais y participent, mais aussi pendant les visites officielles de personnages importants, surtout le Pape. Durant une visite papale, le drapeau national est traditionnellement hissé aux côtés du drapeau jaune et blanc de l'Église Catholique Romaine, et du drapeau blanc et bleu de Marie.
Selon des sondages, à peu près un tiers des Polonais avouent posséder un drapeau polonais, et environ un quart le hisse durant les fêtes nationales. Un tel déploiement de patriotisme est plus vivant dans l'ouest de la Pologne, surtout dans la Grande-Pologne.

## Protocole

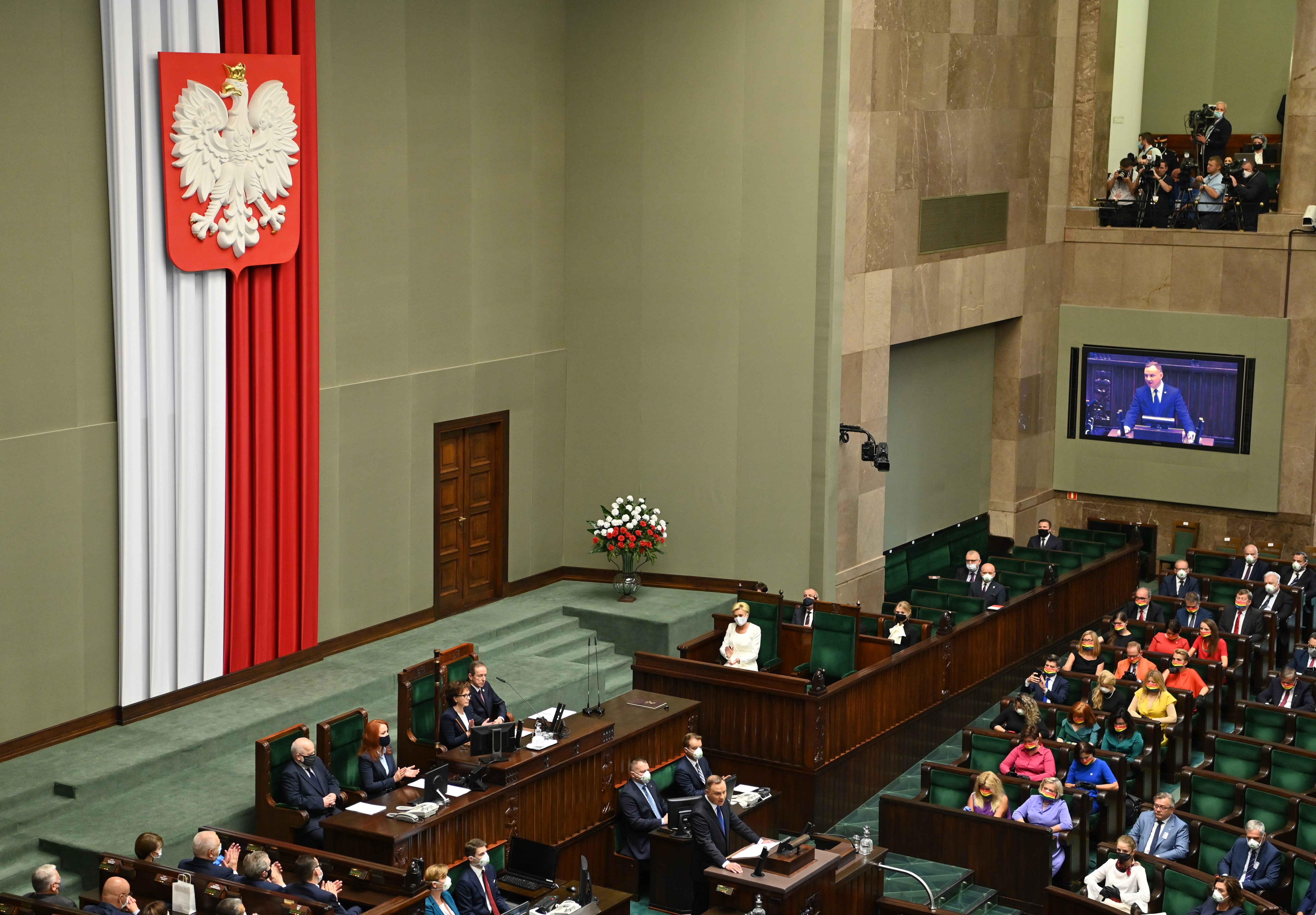
Exemple d'alignement vertical des couleurs nationales polonaise à l'intérieur du Sejm

L'usage des drapeaux polonais est réglé par un protocole plus coutumier que légal. En dehors de l'obligation de traiter le drapeau avec respect, la loi polonaise ne détaille pas l'usage correct du drapeau polonais. Certaines organisations et institutions publiques, comme l'institut héraldique et vexillologique 
et la Cour Suprême de Contrôle ont proposé concernant le drapeau polonais des protocoles écrits fondés sur la coutume, les protocoles d'autres pays comme l'Inde ou les États-Unis et le bon sens. Ces directives n'ont aucune obligation légale.
Traditionnellement, le drapeau national est réservé aux occasions informatives ou festives. Un exemplaire du drapeau sur ou devant un bâtiment indique son rôle officiel. Plusieurs drapeaux sont normalement utilisés pour décorer les bâtiments publics ou privés pour des occasions spéciales comme les fêtes nationales.
Dans l'Armorial de la Noblesse polonaise, la couleur de la charge a une priorité sur la couleur du champ. Dans le cas des couleurs nationales, le blanc, couleur de l'Aigle Blanc, doit toujours être placé dans une meilleure position que le rouge, couleur du champ des armoiries polonaises. Ainsi pour un alignement horizontal, la bande blanche doit être placée au-dessus de la rouge. Si l'alignement est vertical, la bande blanche doit être placée à la gauche du point de vue extérieur. Si le drapeau flotte verticalement sur le côté d'une rue, la bande blanche doit être placée à gauche quand on regarde vers le sens des numéros ascendants. Si le drapeau drappe un cercueil, le blanc doit être placé au-dessus du cœur.
Le drapeau doit être hissé avant 8 heures de matin et baissé au crépuscule. S'il doit flotter la nuit, il doit être illuminé. Lors d'une cérémonie du lever des couleurs, l'hymne national est joué. La durée du hissage doit correspondre à la durée de l'hymne. Les civils doivent le respect en se levant d'une manière digne, de plus, les hommes doivent se découvrir la tête. Les personnes en uniforme de service sont au garde à vous. Si leur uniforme inclut un couvre-chef et qu'ils ne font pas partie d'un groupe organisé, ils font le salut à deux doigts. Les porte-drapeau inclinent leurs bannières devant le drapeau. (See video)

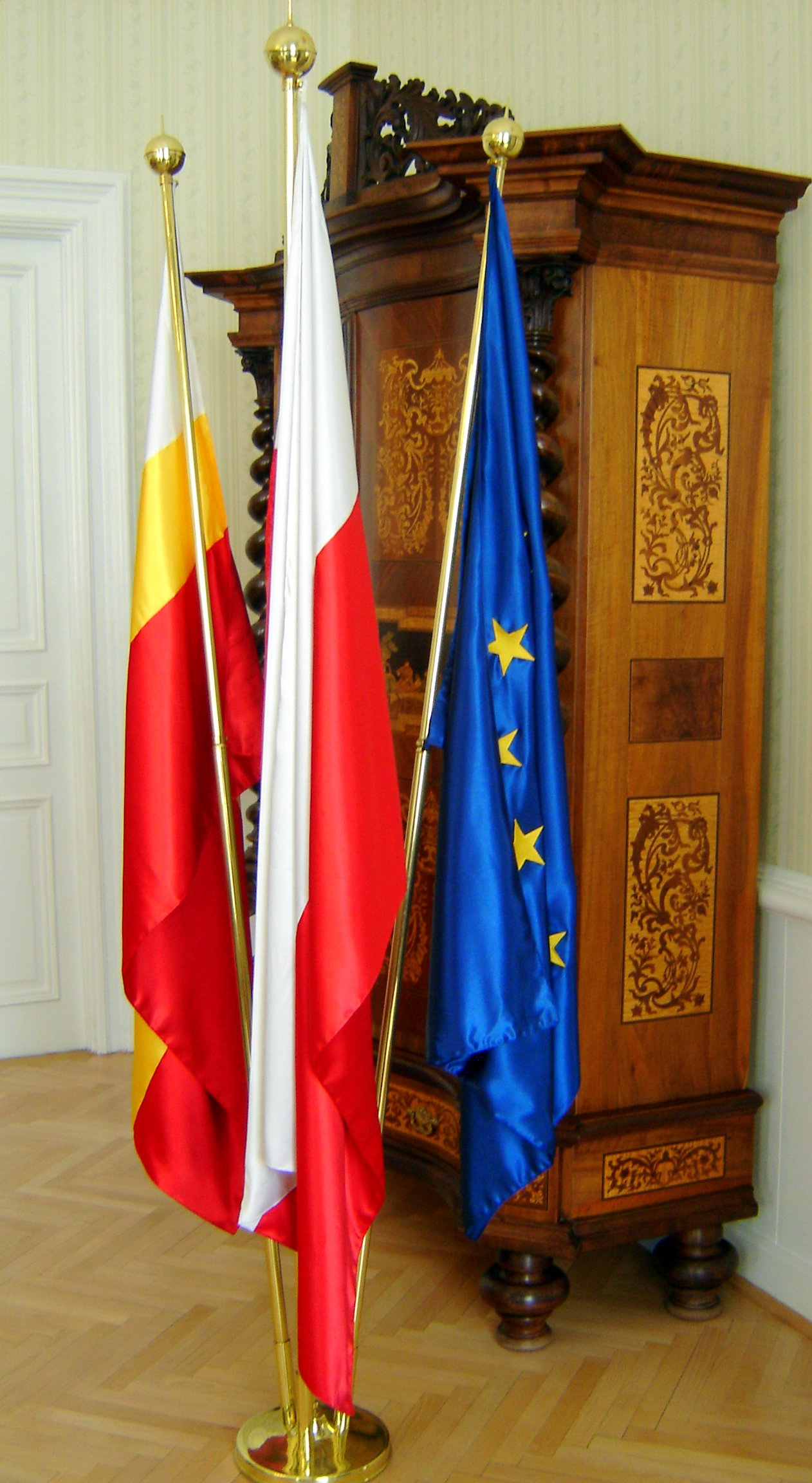
Exemple d'arrangement intérieur du drapeau polonais au centre avec deux autres drapeaux : celui de la voïvodie de Petite-Pologne à gauche et le drapeau européen à droite

Selon les standards communément acceptés, le drapeau national de doit jamais s'incliner devant une personne ou une chose. Tout soin doit être pris pour éviter que le drapeau ne touche le sol ou l'eau en dessous. On doit aussi éviter qu'il ne se déchire et tombe sur le sol. Ainsi il ne doit pas être hissé lors d'une forte pluie, de blizzard, d'un vent très fort. Le drapeau ne doit pas être hissé s'il est déchiré, froissé, sale ou quand les couleurs sont passées. Lorsqu'il ne peut plus être utilisé, on doit en disposer d'une manière digne en le coupant en deux selon les bandes de couleurs puis en les brulant,.
Lorsqu'il est présenté avec d'autres drapeaux, le drapeau polonais doit être levé le premier et abaissé en dernier. Chaque drapeau doit être hissé sur un pylône séparé à la même hauteur, le drapeau polonais devant toujours être placé dans la position la plus honorable. Cela signifie que si le nombre de drapeaux est pair, le drapeau polonais doit être placé à la droite de tous les drapeaux, s'il est impair, on place le drapeau polonais au milieu. On peut aussi placer deux drapeaux polonais aux extrémités de la série de drapeaux. L'ordre de préséance des drapeaux est comme suit :
- drapeau de la Pologne,
- drapeaux nationaux des autres pays (dans l'ordre alphabétique),
- drapeaux des voïvodies,
- drapeaux des powiat,
- drapeaux des communes,
- drapeau européen,
- drapeaux des organisations nationales,
- drapeaux des organisations internationales,
- drapeaux des services publics
- drapeaux des entreprises,
- les autres drapeaux.

Le président de la République peut prononcer une période de deuil national. Durant cette période, les drapeaux polonais sont hissés à mi-mât. Si le drapeau est hissé sur un pylône en bois plutôt que sur un mât, un ruban noir est attaché au pylône en signe de deuil ou alors un drapeau noir est hissé à la gauche du drapeau national.

## Histoire
C'est sous le règne du roi Ladislas le Bref (r. 1320-1333) qu'un drap rouge orné de l'aigle blanche des armoiries de la Pologne fut définitivement établie comme étant la bannière du royaume de Pologne, symbole de l'autorité royale utilisé lors des couronnements et des batailles.

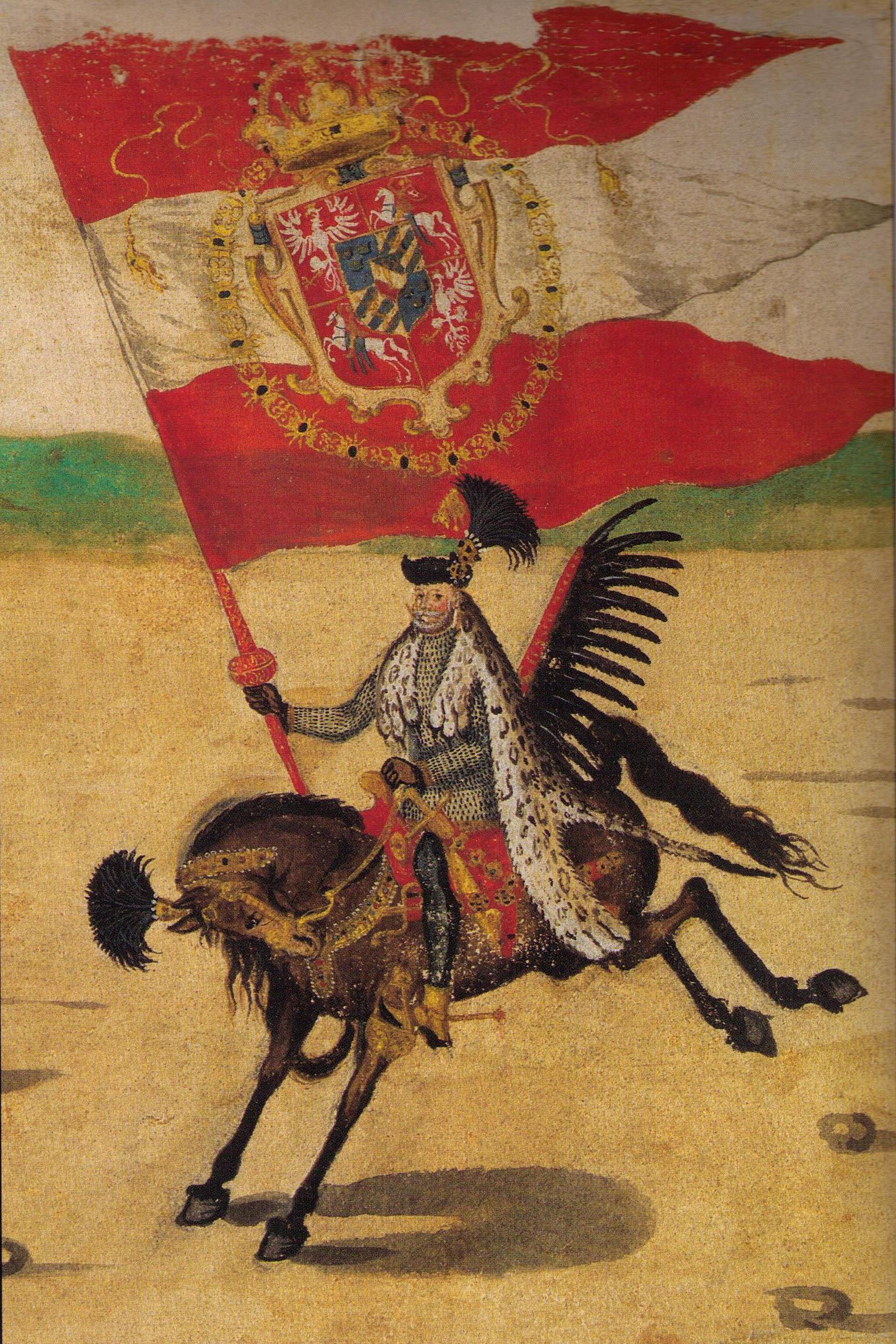
Le grand porte-étandard de la couronne polonaise (vers 1605).

À l'époque de la république des deux nations (1569-1795), une bannière commune à la Pologne et à la Lituanie était utilisée, combinant les symboles héraldiques des deux parties : l'aigle blanche polonaise et la Vitys lituanien. Les armoiries de la Pologne comme de la Lituanie étant composées de charges blanches (d'argent) sur un champ rouge (de gueules), ces deux couleurs ont commencé à être utilisées pour l'ensemble de la bannière. Au cours du XVIIe siècle, la bannière était généralement divisée en deux, trois ou quatre bandes horizontales, souvent en forme de queue d'hirondelle, de couleur rouge et blanche,.
Le 8 novembre 1831, lors de l'Insurrection de novembre, la Diète (chambre basse du parlement polonais) décida que les couleurs nationales de la Pologne seraient celles des armoiries de la république des deux nations, c'est-à-dire le blanc et le rouge.
Des drapeaux blanc et rouge ont été brandis pour la première fois lors d'une manifestation patriotique organisée le 3 mai 1916 à Varsovie. Le comité organisateur a conseillé aux participants d'aligner correctement les couleurs, c'est-à-dire de placer la bande blanche au-dessus de la bande rouge. Pourtant, de nombreux manifestants ont apporté des drapeaux avec la bande rouge en haut. Le 1er août 1919, près d'un an après que la Pologne a recouvré son indépendance, le Sejm a officiellement introduit un bicolore blanc et rouge comme drapeau national polonais.
À l'exception de quelques modifications mineures, la conception de base du drapeau polonais, y compris le rapport 5:8, est restée inchangée jusqu'à nos jour. Le drapeau avec armoiries n'a été modifié que pour s'adapter aux changements apportés aux armoiries elles-mêmes. Parmi les principales modifications, citons le changement de style de l'aigle, qui est passé du classicisme au baroque en 1927, et le retrait de la couronne de la tête de l'aigle sous le régime communiste, de 1944 à 1990. Durant cette période, la Pologne a été l'un des rares États socialistes du bloc de l'Est (avec Cuba) à ne pas arborer de symboles communistes sur son drapeau.

### Drapeaux historiques

#### Drapeaux des anciens États polonais

Drapeau du royaume de Pologne
Drapeau du duché de Mazovie (1410)
Drapeau du duché médiéval de Varsovie (en) (1410)
Drapeau de l'évêché de Varmie (1410)
Drapeau du duché de Poméranie-Stettin (en) (1410)
Drapeau de la république des deux nations sous Sigismond III Vasa
Bannière personnelle de Sigismond III Vasa
Drapeau de la république des deux nations sous Auguste III
Drapeau de la marine militaire de la république des deux nations
Drapeau du grand-duché de Varsovie (1807)
Drapeau de la république de Dantzig (1807)
Drapeau de la république de Cracovie (1815–1846)
Drapeau du Gouvernement national (Insurrection polonaise de 1830)
Drapeau employé lors de l'insurrection de Janvier
Drapeau polonais (1919–1927)
Drapeau polonais alternatif (blasonné) (1919–1930)
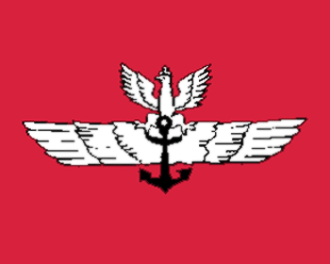
Drapeau aéronautique (1920–1928)
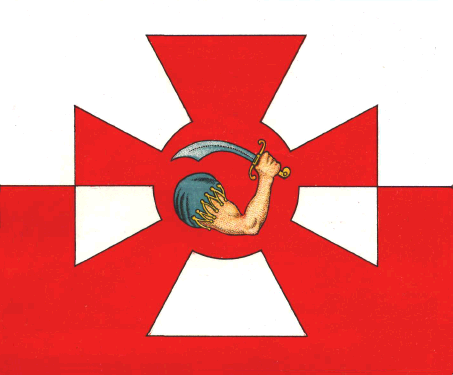
Drapeau naval (1927)
Drapeau de la ville libre de Dantzig (1920–1939)
Drapeau de la république de Lituanie centrale (1920–1922)
Drapeau de l'État polonais clandestin
Drapeau polonais (1927–1980)

#### Territoires polonais sous contrôle étranger
| Drapeau | Territoire                         | Dates                               | Puissance occupante                     |
| ------- | ---------------------------------- | ----------------------------------- | --------------------------------------- |
|         | Royaume de Galicie et de Lodomérie | 1772–1849, 1849–1890 puis 1890–1918 | Empire d'Autriche puis Autriche-Hongrie |
|         | Grand-duché de Cracovie            | 1846–1918                           | Empire d'Autriche puis Autriche-Hongrie |
|         | Royaume du Congrès                 | 1815–1830                           | Empire russe                            |
|         | Grand-duché de Posen               | 1815–1848                           | Royaume de Prusse                       |
|         | Province de Posnanie               | 1848–1919                           | Royaume de Prusse puis Empire allemand  |
|         | Province de Prusse-Occidentale     | 1773–1829 ; 1878–1919               | Royaume de Prusse puis Empire allemand  |
|         | Province de Prusse-Orientale       | 1773–1824 ; 1878–1919               | Royaume de Prusse puis Empire allemand  |
|         | Province de Silésie                | 1815–1919                           | Royaume de Prusse puis Empire allemand  |

## Drapeaux des divisions subnationales

### Drapeaux des voïvodies
Chaque voïvodie polonaise dispose d'au moins un drapeau ; certaines en ont même deux, un drapeau civil et un drapeau d'État. 
| Drapeau d'État | Drapeau civil | Drapeau vertical | Voïvodie                          | Année d'adoption           | Ancien drapeau | Années d'usage de l'ancien drapeau                  |
| -------------- | ------------- | ---------------- | --------------------------------- | -------------------------- | -------------- | --------------------------------------------------- |
|                |               | /                | Voïvodie des Basses-Carpates      | 2000                       | /              | /                                                   |
|                |               |                  | Voïvodie de Basse-Silésie         | 2009                       |                | 2001–2008 et 2008–2009                              |
|                |               | /                | Voïvodie de Couïavie-Poméranie    | 2000                       | /              | /                                                   |
|                |               | /                | Voïvodie de Grande-Pologne        | 2000                       | /              | /                                                   |
|                |               | /                | Voïvodie de Łódź                  | 2002                       |                | 1998–2000                                           |
|                |               | /                | Voïvodie de Lublin                | 2004                       | /              | /                                                   |
|                | Lubuskie      | /                | Voïvodie de Lubusz                | 2000                       |                | (Drapeau de la voïvodie de Zielona Góra, 1985–1998) |
|                |               | /                | Voïvodie de Mazovie               | 2006                       |                | 2002–2006                                           |
|                |               |                  | Voïvodie d'Opole                  | 2004                       | /              | /                                                   |
|                |               | /                | Voïvodie de Petite-Pologne        | 1999                       | /              | /                                                   |
|                |               | /                | Voïvodie de Podlachie             | 2002                       | /              | /                                                   |
|                |               | /                | Voïvodie de Poméranie             | 2002 ; réintroduit en 2010 |                | 2008–2010                                           |
|                |               | /                | Voïvodie de Poméranie-Occidentale | 2000                       | /              | /                                                   |
|                |               | /                | Voïvodie de Sainte-Croix          | 2013                       |                | 2001–2013                                           |
|                | Silesia       |                  | Voïvodie de Silésie               | 2001                       | /              | /                                                   |
|                |               | /                | Voïvodie de Varmie-Mazurie        | 2002                       | /              | /                                                   |

### Drapeaux des principales villes de Pologne
Voici les drapeaux des villes indépendantes de Pologne.

Biała Podlaska
Białystok
Bielsko-Biała
Bydgoszcz
Bytom
Chełm
Chorzów
Cracovie
Częstochowa
Dąbrowa Górnicza
Elbląg
Gdańsk
Gdynia
Gliwice
Gorzów Wielkopolski
Grudziądz
Jastrzębie-Zdrój
Jaworzno
Jelenia Góra
Kalisz
Katowice
Kielce
Konin
Koszalin
Krosno
Legnica
Leszno
Lublin
Łomża
Łódź
Mysłowice
Nowy Sącz
Olsztyn
Opole
Ostrołęka
Piekary Śląskie
Piotrków Trybunalski
Płock
Poznań
Przemyśl
Ruda Śląska
Rybnik
Rzeszów
Siedlce
Siemianowice Śląskie
Skierniewice
Słupsk
Sopot
Sosnowiec
Suwałki
Szczecin
Świętochłowice
Świnoujście
Tarnobrzeg
Tarnów
Toruń
Varsovie
Włocławek
Wrocław
Zabrze
Zamość
Zielona Góra
Żory

### Autres drapeaux ethniques et locaux

Drapeau des Lemkos
Drapeau alternatif des Lemkos (blasonné)
Drapeau des Masuriens
Drapeau alternatif des Masuriens (blasonné)
Drapeau des Cachoubes
Bannière cachoube
Drapeau des Allemands de Silésie
Drapeau des Silésiens
Drapeau alternatif des Silésiens (blasonné)
Drapeau de la Kociewie
Drapeau de la Silésie de Cieszyn
Drapeau de la Poméranie antérieure

### Symboles de la Pologne
- Armoiries de la Pologne
- Liste des devises non officielles de la Pologne
- Hymne national polonais

### Autres drapeaux similaires
- Drapeau de l'Alsace
- Drapeau historique de la Bohême
- Drapeau de la Cantabrie
- Drapeau de la Hesse
- Drapeau de l'Indonésie
- Drapeau de la Ville libre et hanséatique de Lübeck
- Drapeau de Lucques
- Drapeau de Malte
- Drapeau de Monaco
- Drapeau du canton de Soleure
- Drapeau de la Thuringe
- Drapeau de la province d'Utrecht